# Luftflotte 10
A Luftflotte 10 foi um corpo aéreo da Luftwaffe que atuou durante a Segunda Guerra Mundial. Foi formado em Berlim no dia 1 de Julho de 1944 com a finalidade de controlar o envio de tropas para realizar a substituição no fronte e era responsável pelo treinamento das unidades.

## Oberbefehlshaber
- General Hans-Georg von Seidel, 1 de Julho de 1944 - 27 de Fevereiro de 1945
- General Stefan Fröhlich, 27 de Fevereiro de 1945 - 31 de Março de 1945

## Chef des Stabes
- Oberst Herbert Giese, 16 de Julho de 1944 - 31 de Dezembro de 1944
- Oberst Wolf Eberhard, 1 de Janeiro de 1945 - Março de 1945

## Base do QG
| 1 de Julho de 1944 - 28 de Abril de 1945 | Berlim |

## Ordem de Batalha
Controlou as seguintes unidades durante a Segunda Guerra Mundial:
- IX. Fliegerkorps, 13.11.44 - 26.1.45
- 9. Flieger-Division (J), 26.1.45 - 5.45
- 1. Flieger-Ausbildungs-Division
- 1. Flieger-Schul-Division
- 2. Flieger-Schul-Division
- 3. Flieger-Schul-Division
- 4. Flieger-Schul-Division
- Flieger-Ziel-Division
- Ergänzungs-Aufklärungsgeschwader 1
- Ergänzungs-Jagdgeschwader 1
- Ergänzungs-Jagdgeschwader 2
- Ergänzungs-Kampfgeschwader 1
- Flak-Ersatz-Division
- Flak-Schul-Division
- Luftnachrichten-Ausbildungs und Ersatz-Division
- Luftnachrichten-Schul-Division
- Fallschirm-Jäger-Ausbildungs und Ersatz-Division
- Fallschirm-Jäger-Ausbildungs und Ersatz-Brigade Hermann Göring
- Kommandeur der Fallschirm-Jäger-Schulen